# 829
829 је била проста година.

## Догађаји
- 2. октобар — Византијски цар Михаило II умире после осам година владавине у Цариграду, а наслеђује га његов 16-годишњи син Теофило. Он наставља идеологију иконоклазма свог оца.
- Викиншки вођа Халфдан Црни постаје краљ Агдера (у данашњој Норвешкој). Он проширује своје царство кроз војна освајања и политичке преговоре, делећи краљевство Вестфолд са својим полубратом Олафом.

- Краљ Егберт од Весекса напада Мерсију, збацује свог ривала Виглафа и покушава да влада директно из Весекса. Признат је као владар (бретвелда) других енглеских краљевстава.

- Октобар - Битка на Тасосу: Сарацени из новооснованих Емирата Крита готово уништавају византијску флоту у Тасосу, близу обале Тракије. Киклади и друга острва у Егејском мору су опљачкани.
- Цар Луј Побожни именовао је свог шестогодишњег сина Карла Ћелавог за владара франачког војводства Алеманија, ближи свог најстаријег сина и коцара Лотара I, који започиње побуну.
- Река Нил се замрзава.

## Смрти
- 2. октобар — Михаило II Аморијац, византијски цар (р. 770)